# Schönfließ (Lebus)
Schönfließ ist ein Ort im Landkreis Märkisch-Oderland in Brandenburg und gehört seit dem 31. Dezember 1998 zur Stadt Lebus.

## Geschichte
Schönfließ wurde erstmals urkundlich um 1354 als Schönenflies erwähnt. Lehnsherr war zu dieser Zeit der Markgraf von Brandenburg und von 1354 bis 1598 der Bischof von Lebus. Im Dreißigjährigen Krieg (1618–1648), brannte im Jahr 1633 fast die Hälfte des Dorfes ab. Von der Kirche im Ort, die im Jahr 1878 als einschiffiger neuromanischer Backsteinbau entstand, steht heute nur eine Ruine. Ende Februar 1945 sprengten deutsche Truppen den Kirchturm. Dabei wurde das Kirchenschiff auch stark beschädigt. 2003 wurden die Ruinen der Kirche saniert, damit ein kompletter Verfall der Kirche verhindert werden konnte.

### Einwohnerentwicklung
| Jahr          | 1875 | 1890 | 1910 | 1925 | 1933 | 1939 | 1946 | 1993 | 1997 | 2006 |
| Einwohnerzahl | 249  | 218  | 197  | 207  | 181  | 179  | 181  | 155  | 161  | 218  |

## Wirtschaft und Infrastruktur
Mit dem Bau einer Bahnstation zwischen 1877 und 1881 erhielt Schönfließ Anschluss an die Bahnstrecke Eberswalde–Frankfurt (Oder), welche sich außerhalb des Dorfes, an der heutigen Bundesstraße 167 befindet. Diese Bahnstation, welche Schönfließ Dorf genannt wird, wird aktuell (2022) nicht mehr bedient, jedoch wurde bis Dezember 2021 ein Saisonhalt für die Station bestellt. Grund für die Bestellung waren die blühenden Landschaften im Nachbardorf Mallnow, welche viele Besucher anlockte. Heute verkehrt auf der Strecke die Niederbarnimer Eisenbahn, als Regionalbahnlinie RB60 im Zwei-Stunden-Takt.
Der Busverkehr in Schönfließ wird von der Märkisch-Oderland Bus GmbH (kurz mobus), einem Tochterunternehmen der transdev betrieben. Vom Bahnhof aus besteht ein annähernder Stundentakt, jedoch mit einzelnen Taktlücken. Vom Dorf aus verkehren ein paar Fahrten für den Schülerverkehr. Am Wochenende verkehren zwei Busse je Richtung ab dem Bahnhof. Beide Bushaltestellen werden von der Buslinie 968 bedient, welche zwischen Seelow und Frankfurt (Oder), parallel zur RB60 verkehren.
Die Windmüllerei Mallnow betreibt bei Schönfließ einen Windpark.

## Kultur und Sehenswürdigkeiten
In der Liste der Baudenkmale in Lebus stehen die in der Denkmalliste des Landes Brandenburg eingetragenen Baudenkmale aller Ortsteile, wo die Ruine der Dorfkirche in Schönfließ dazugehört.
Im Ort gibt es einen ca. hundertjährigen Lehmbackofen, in dem alljährlich im Rahmen eines Dorffestes gebacken wird.

## Vereine
In Schönfließ existiert ein Angelverein sowie eine Sportgruppe für Frauen.
Die Freiwillige Feuerwehr verfügt über ein Löschfahrzeug des Typs LF 16 / W 50, Baujahr 1988.